# Flavoparmelia pseudosorediosa
Flavoparmelia pseudosorediosa är en lavart som först beskrevs av Vilmos Kőfaragó-Gyelnik och som fick sitt nu gällande namn av John Alan Elix. 
Flavoparmelia pseudosorediosa ingår i släktet Flavoparmelia och familjen Parmeliaceae. Inga underarter finns listade i Catalogue of Life.